# Carl B Wessely
 Carl B. Wessely (Berlín, 1 de setembre, 1768 – Potsdam, 11 de juliol, 1826) fou un compositor i mestre de capella alemany.
Va ser deixeble del compositor Schulz, als vint anys fou nomenat director de música del Teatre Nacional de Berlín i el 1796 mestre de capella del príncep Enric, a Rheinsberg.
A la mort del príncep abandonà la música i fou empleat de l'Estat, primer a Berlín i després a Potsdam, on fundà una Societat de música clàssica, que dirigí fins a la seva mort.
Entre les seves composicions hi figuren les òperes: Psíquis; Lluís IX a Egipte i L'ogre, a més va escriure. Diversos ballets, cantates, lieder, obertures, tres quartets per a instruments d'arc, etc.